# Dirt Femme
Dirt Femme är den svenska sångerskan Tove Los femte studioalbum som släpptes den 14 oktober 2022 på Pretty Swede Records.  

## Låtlista
| 1.           | No One Dies from Love            | A Strut                                     | 3:06  |
| 2.           | Suburbia                         | A Strut                                     | 3:19  |
| 3.           | 2 Die 4                          | Görres                                      | 3:04  |
| 4.           | True Romance                     | Timfromthehouse                             | 4:06  |
| 5.           | Grapefruit                       | A Strut Timfromthehouse                     | 3:51  |
| 6.           | Cute & Cruel (med First Aid Kit) | Elvira                                      | 3:00  |
| 7.           | Call on Me (med SG Lewis)        | SG Lewis Totally Enormous Extinct Dinosaurs | 3:18  |
| 8.           | Attention Whore (Channel Tres)   | A Strut                                     | 3:11  |
| 9.           | Pineapple Slice (med SG Lewis)   | SG Lewis                                    | 2:55  |
| 10.          | I'm to Blame                     | Payami                                      | 3:20  |
| 11.          | Kick in the Head                 | TimFromTheHouse                             | 3:12  |
| 12.          | How Long                         | A Strut Timfromthehouse                     | 3:18  |
| Total längd: | Total längd:                     | Total längd:                                | 39:47 |